# HaFraBa
HaFraBa is een van de belangrijkste noord-zuidroutes van het Duitse wegennet. HaFraBa is een acroniem en staat voor "Verein zum Bau einer Straße für den Kraftwagen-Schnellverkehr von Hamburg über Frankfurt a.M. nach Basel". De HaFraBa was het eerste grote autosnelwegproject in Duitsland.
De vereniging tot bouw van de snelweg werd opgericht op 6 november 1926 en plande een verbinding van Hamburg via Kassel en Frankfurt am Main naar Bazel, die vandaar verder door Zwitserland zou lopen en uiteindelijk Genua zou moeten bereiken. Het oorspronkelijk geplande tracé komt ongeveer overeen met de huidige A 5 en het noordelijke deel van de A 7.
Op 31 mei 1928 werd de vereniging hernoemd tot "Verein zur Vorbereitung der Autostraße Hansestädte-Frankfurt-Basel", om ook de Hanzesteden Bremen en Lübeck in de planning te kunnen betrekken. De afkorting HaFraBa bleef hierbij gelijk.
Omdat de overheden geen noodzaak in het project zagen, werd voor de financiering een tolsysteem bedacht. Uit de berekeningen kwamen de volgende prijzen:
- personenauto's inclusief bestuurder: 3 pfennig per kilometer
- overige inzittenden: 1 pfennig per persoon per kilometer
- vrachtwagens: 2 pfennig per kilometer
- lading: 1/2 pfennig per ton per kilometer

Het project stuitte oorspronkelijk op weerstand van de nationaalsocialisten, maar nadat Adolf Hitler aan de macht was gekomen namen ze de plannen over. De weg werd deels voor de Tweede Wereldoorlog aangelegd en door de nazi's geclaimd voor hun eigen propagandadoeleinden. De verdiensten van de HaFraBa raakten daarbij in vergetelheid.